# Lista planetoid trojańskich Marsa
Lista planetoid trojańskich na orbicie Marsa.
Według danych z 2018 roku, znanych jest 9 takich obiektów. Planetoida w punkcie libracji L4 podąża w ruchu orbitalnym 60º przed planetą, a obiekty w punkcie L5 60º za nią.
W punkcie L4:
- (121514) 1999 UJ7

W punkcie L5:
- (5261) Eureka – pierwsza odkryta planetoida trojańska Marsa
- (101429) 1998 VF31
- (311999) 2007 NS2
- (385250) 2001 DH47
- 2011 SL25
- 2011 SC191
- 2011 UN63
- 2011 UB256

Niektóre planetoidy o zbliżonych orbitach nie zostały uznane za obiekty trojańskie, bądź wstępnie zostały uznane, ale późniejsze obserwacje sprawiły, że zostały one skreślone z tej listy. Zaliczają się do nich 2001 FG24 i (461377) 2001 FR127.
Analizując skład chemiczny planetoid trojańskich, naukowcy z zespołu kierowanego przez Apostolosa Christou i Galina Borisova z Obserwatorium Armagh w Irlandii Północnej doszli do wniosku, że planetoidy trojańskie Marsa pochodzą z jednej miniplanety, która w przeszłości została zdefragmentowana, najprawdopodobniej w wyniku gwałtownego zderzenia.